# 니우에의 역사

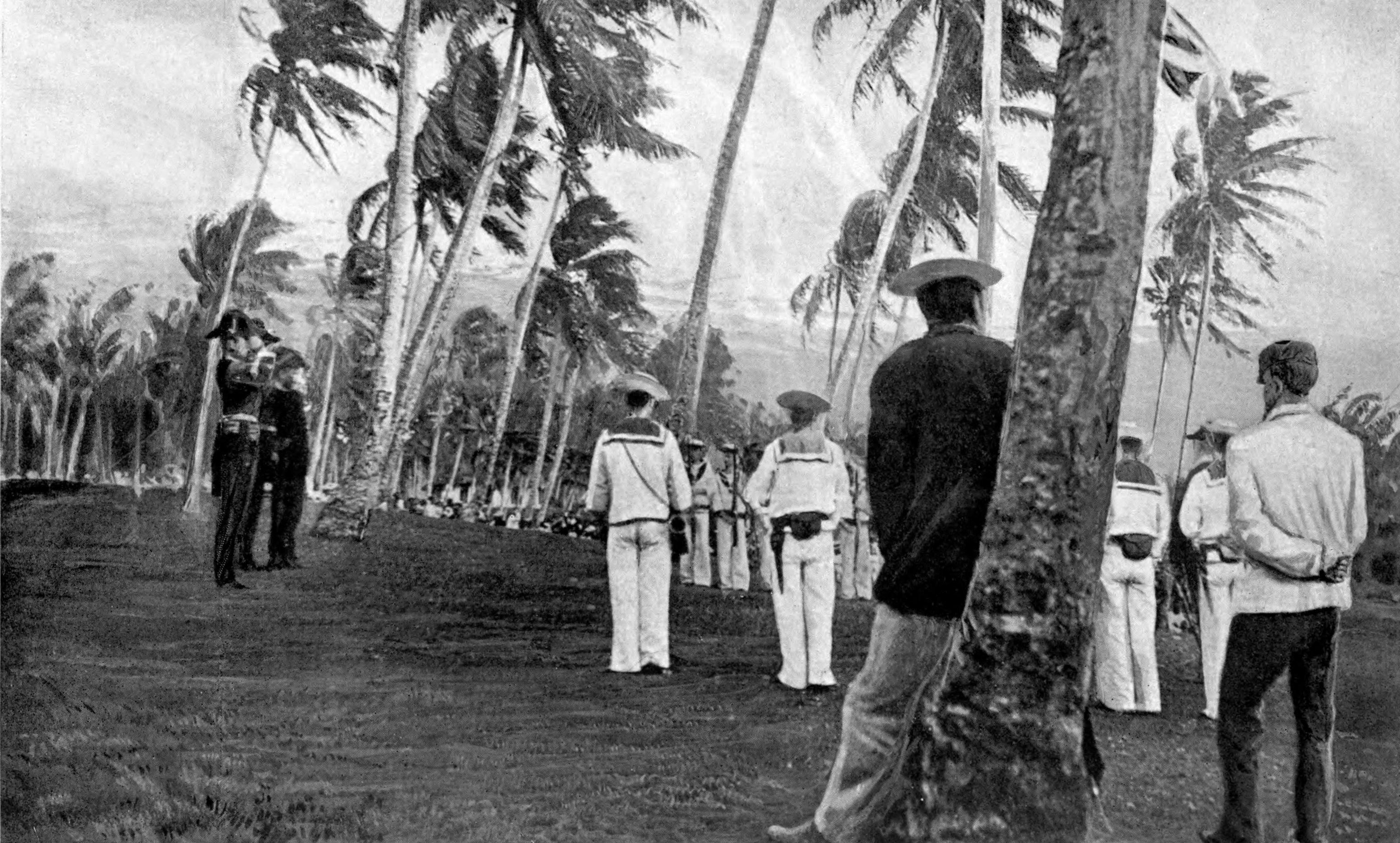
1900년 니우에에 유니언 잭 깃발을 게양하는 모습

니우에의 역사는 토착 폴리네시아인을 포함한 니우에 지역과 사람들의 역사이다. 니우에 역사는 서기 900년경 사모아에서 온 폴리네시아 선원들이 섬어 정착하면서 사작되었다. 이후 더 많은 정착민(또는 아마도 침략자)이 16세기에 통가로 정착하게 되었다.
유럽인이 이 섬을 처음 목격한 것은 1774년 제임스 쿡 선장이 두 번째 태평양 항해 중이었다. 선구적인 선교사 존 윌리엄스는 1830년에 섬에 상륙한 최초의 유럽인이었다. 수년간의 영국 선교 활동 끝에 1879년 영국의 섬 보호를 위해 현지 왕들과 협상이 시작되었다. 뉴질랜드 총독 랜펄리 경은 1900년에 니우에에 대한 영국의 주권을 선포했고, 따라서 해당 섬은 뉴질랜드의 관리 아래 놓이게 되었다.
니우에는 150명의 니우에인 남자들이 뉴질랜드 군대에 포함되어 프랑스로 보내졌고 그 중 거의 아무도 돌아오지 않았기 때문에 제1차 세계 대전에서 인구의 약 4%를 잃었다. 그러나 제2차 세계대전은 본토인 섬에 직접적인 영향을 미치지 않았다.
니우에는 1974년에 자치가 되었다. 그 이후 섬은 잦은 자연재해와 경제적 기회 부족으로 이민으로 인해 인구가 줄어들고 있다.